# Easter Fetish Week

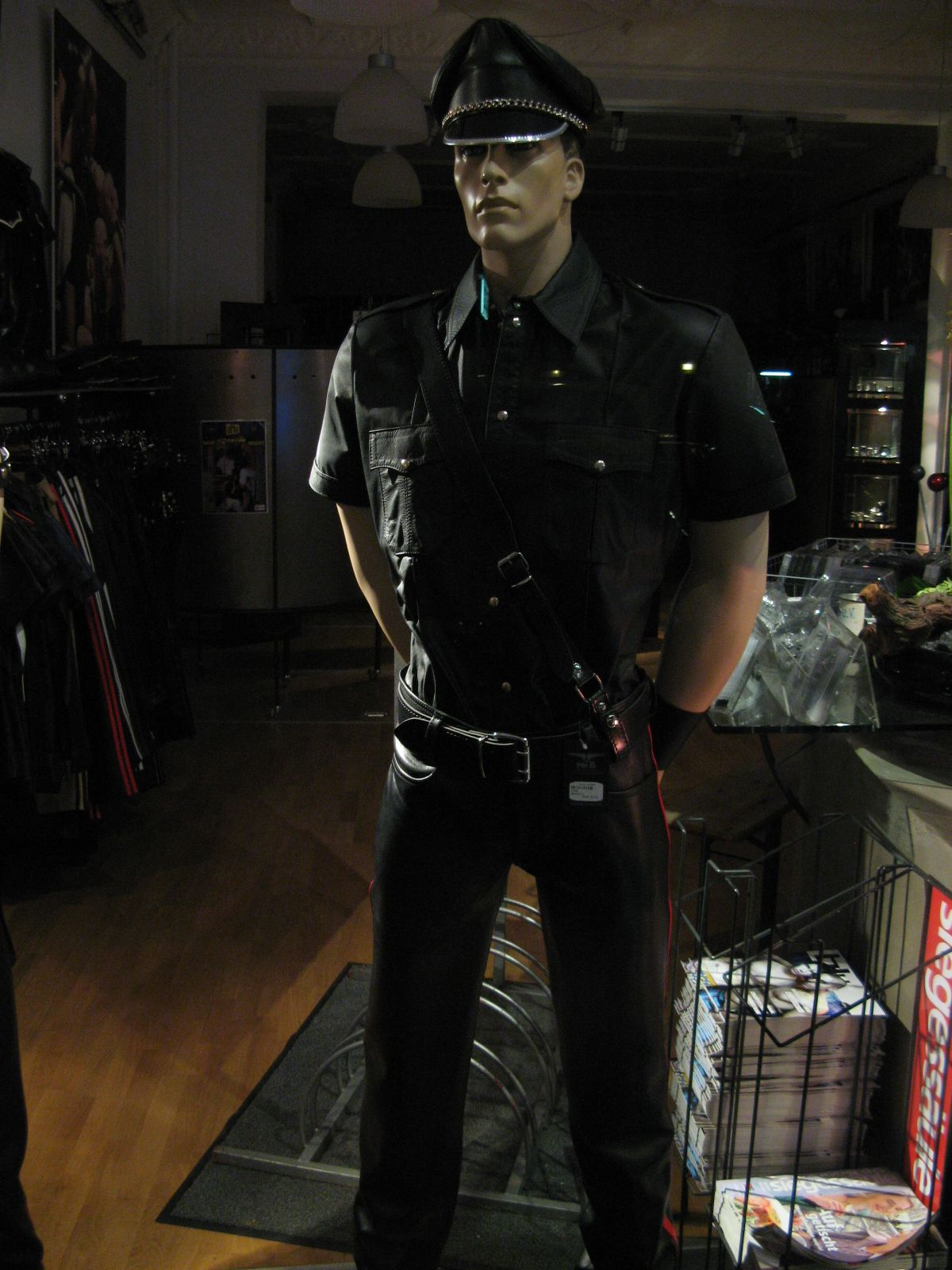
Fetischbutik på Motzstrasse, nära Nollendorfplatz.

Easter Fetish Week eller Ostertreffen är en årlig BDSM- och läderfestival för homosexuella som hålls i Berlin under påsken. Fetischfestivalen startade redan 1973 och sköts sedan 1998 av BLF (Berlin Leder und Fetisch e.V). Återkommande fester är Snax Club samt German Mr Leather. Killar med olika fetischer samlas under denna fetischvecka som har sitt centrum i gaykvarteren i Schöneberg, nära Nollendorfplatz. I gaykvarteren finns även de flesta av Berlins fetischställen samlade såsom butiker, klubbar, barer samt även hotell med fetischinriktning. Första Easter Fetish Week anordnades under namnet Schwules Ledertreffen. Den största festen, Snax Club, brukar numera vara på klubben Berghain i östra Berlin. Tillsammans med Folsom Europe är detta en av Europas största fetischfestivaler. 